# Pepito Lozada
Pepito "Pete" Lozada (1938 – Parañaque, 28 juli 2011) was een Filipijns zwemmer en zwemcoach. Hij nam eenmaal deel aan de Olympische Spelen, maar won hierbij geen medailles.

## Carrière
Lozada leerde samen met jongere broer Bert Lozada zwemmen bij het YMCA in Manilla en werd een van de meest succesvolle Filipijnse zwemmers ooit. Hij brak vele nationale zwemrecords en nam voor de Filipijnen deel aan internationale toernoeien. Zo was hij deelnemer aan de 200 m vlinderslag en de 4x200 m vrije slag estaffete op de Olympische Zomerspelen van 1956 in Melbourne en won hij een medaille op de Aziatische Spelen van 1962 in Jakarta. Samen met zijn broer Bert richtte hij in 1956, nog tijdens zijn actieve zwemcarrière een zwemschool op en begeleidde Filipijnse topzwemmers als Ral Rosario, Mark Joseph, Christine Jacob en Eric Buhain. De zwemschool vierde in 2006 haar 50-jarige bestaan.